# Zakon Zawinskog
Zakon Zawinskog ili zakon Zawinskog o razvoju softvera tumači pojavu softverskog napuhavanja popularnim osobinama:
Zawinski taj zakon naziva "zakonom sofverskog razvoja". Eric Raymond komentira da dok ovaj zakon ide protiv minimalističke filozofije Unixa (skup "malih, oštrih alata"), zapravo adresira pravu potrebu krajnjih korisnika imati skupa alate za zadaće koje su u međuodnosu, čak iako za kodera primjena ovih alata predstavlja jasno neovisne poslove.
Jamie Zawinski je programer Lispa, ali većinu projekata napisao je u Perlu 
and C.
Kritizirao je nekoliko jezičnih i knjižničnih manjkavosti na koje je naišao dok je programirao u Javi, zbog manjka osobina iz C-a i viška klasa. Usprkos pozitivnim aspektima, vratio se programiranju u C-u “budući da je to još uvijek jedini način dostaviti prenosive programe”.
U životi poslije Netscapea, nastavio je prozelitizirati protiv C++. U knjizi Petera Seibela book Coders at Work: Reflections on the Craft of Programming, Zawinski naziva C++ "abominacijom".